# Dave Mattacks
Dave Mattacks (Edgware, Middlesex, 13 de março de 1948) é um baterista de rock inglês. Ele começou no piano e posteriormente acabou passando para a bateria. Tocou com diversos grupos de jazz antes de entrar para o Fairport Convention em 1969. Trabalhou também como músico de sessão e artista solo.

## Artistas com quem trabalhou

### Gravações
- Mike Heron
- Incredible String Band
- Elton John
- XTC
- Paul McCartney
- George Harrison
- Cat Stevens
- Loudon Wainwright III
- Mary Chapin Carpenter
- Brian Eno
- Alison Moyet
- Martin Phillips
- Joan Armatrading
- Jimmy Page
- The Proclaimers
- Gary Brooker
- Elkie Brooks
- Nick Drake
- Liane Carroll
- Sandy Denny
- Barbara Dickson
- The Happy Kenneths
- Britney Spears
- Pink
- Amy Lee
- Sandy

### Turnês
- Nick Hayward
- Andy Fairweather-Low

### Gravações e turnês
- Kate and Anna McGarrigle
- Chris Rea
- Ralph McTell
- Mickey Jupp
- Everything But the Girl
- Richard Thompson
- Georgie Fame
- Jethro Tull
- Ashley Hutchings